# NBA All-Star Game 2006

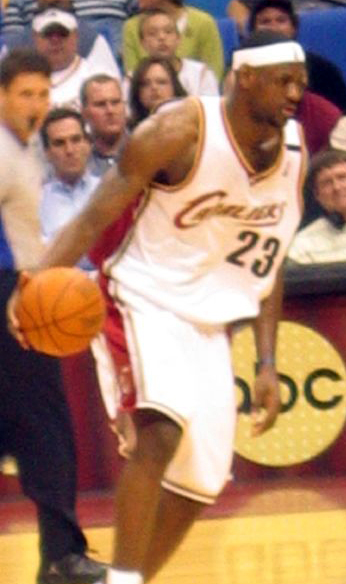
LeBron James MVP 2006

Le NBA All-Star Game 2006 s'est déroulé le dimanche 19 février dans le Toyota Center, le domicile des Rockets de Houston, à Houston au Texas. C'était la 55e édition du All-Star Game annuel. La chanson de thème fut conçue par le rappeur Chamillionaire, originaire de Houston, qui a composé une nouvelle version de son hit "Turn It Up". La Conférence Est fut victorieuse 122 à 120 sur l'Ouest grâce au tir habile de LeBron James et du travail d'équipe des quatre All-Stars des Pistons de Détroit. LeBron James et ses 21 ans, a marqué 29 points et saisi 6 rebonds, pour devenir le plus jeune joueur MVP. À la fin du match le score était nul (120-120), mais Dwyane Wade, qui a fini avec 20 points, a marqué son double-pas donnant la victoire à la Conférence Est. Tracy McGrady des Rockets de Houston a fini meilleur marqueur avec un total de 36 points. Les Pistons de Détroit ont égalé le record des Lakers de 1998 (avec Kobe Bryant, Shaquille O'Neal, Eddie Jones, et Nick Van Exel) en envoyant quatre joueurs au All-Star game.

## Joueurs
| Pos.        | Joueur           | Équipe                 | Participation |
| Titulaires  | Titulaires       | Titulaires             | Titulaires    |
| ----------- | ---------------- | ---------------------- | ------------- |
| PG          | Allen Iverson    | 76ers de Philadelphie  | 7             |
| SG          | Dwyane Wade      | Heat de Miami          | 2             |
| SF          | LeBron James     | Cavaliers de Cleveland | 2             |
| PF          | Jermaine O'Neal* | Pacers de l'Indiana    | 5             |
| C           | Shaquille O'Neal | Heat de Miami          | 13            |
| Remplaçants |                  |                        |               |
| PG          | Chauncey Billups | Pistons de Détroit     | 1             |
| PF/C        | Chris Bosh       | Raptors de Toronto     | 1             |
| SG/SF       | Vince Carter     | New Jersey Nets        | 7             |
| SG          | Richard Hamilton | Pistons de Détroit     | 1             |
| SF/SG       | Paul Pierce      | Celtics de Boston      | 5             |
| C           | Ben Wallace      | Pistons de Détroit     | 4             |
| PF          | Rasheed Wallace  | Pistons de Détroit     | 3             |
| PG          | Gilbert Arenas   | Washington Wizards     | 2             |

* Jermaine O'Neal a été mis à l'écart à cause d'une blessure et il a été remplacé par Gilbert Arenas, qui a été choisi par David Stern.
| Pos.        | Joueur        | Équipe                    | Participation |
| Titulaires  | Titulaires    | Titulaires                | Titulaires    |
| ----------- | ------------- | ------------------------- | ------------- |
| PG          | Steve Nash    | Suns de Phoenix           | 4             |
| SG          | Kobe Bryant   | Lakers de Los Angeles     | 8             |
| SF          | Tracy McGrady | Rockets de Houston        | 6             |
| PF          | Tim Duncan    | Spurs de San Antonio      | 8             |
| C           | Yao Ming      | Rockets de Houston        | 4             |
| Remplaçants |               |                           |               |
| SG          | Ray Allen     | SuperSonics de Seattle    | 6             |
| PF          | Elton Brand   | Los Angeles Clippers      | 2             |
| PF          | Kevin Garnett | Timberwolves du Minnesota | 9             |
| PF/C        | Pau Gasol     | Grizzlies de Memphis      | 1             |
| SF          | Shawn Marion  | Suns de Phoenix           | 3             |
| PF          | Dirk Nowitzki | Mavericks de Dallas       | 5             |
| PG          | Tony Parker   | Spurs de San Antonio      | 1             |

### Entraîneurs
La Conférence Est a été entraînée par Flip Saunders des Pistons de Détroit, avec Sidney Lowe, Ron Harper et Don Zierden en tant qu'entraîneurs adjoints.
La Conférence Ouest a été entraînée par Avery Johnson des Mavericks de Dallas. Del Harris, Rolando Blackman et Joe Prunty étaient les entraîneurs adjoints.

## T-Mobile Rookie Challenge
Le T-Mobile Rookie Challenge a été joué le vendredi 17 février 2006 avec les Sophomores battant les Rookies 106 à 96. Andre Iguodala a été élu MVP avec 30 points.
| Pos. | Joueur               | Équipe              |
| ---- | -------------------- | ------------------- |
| PF/C | Andrew Bogut         | Bucks de Milwaukee  |
| SG   | Luther Head          | Rockets de Houston  |
| PF/C | Channing Frye        | Knicks de New York  |
| SF   | Danny Granger        | Pacers de l'Indiana |
| PG   | Šarūnas Jasikevičius | Pacers de l'Indiana |
| PG   | Chris Paul           | New Orleans Hornets |
| PG   | Nate Robinson        | Knicks de New York  |
| SF   | Charlie Villanueva   | Raptors de Toronto  |
| PG   | Deron Williams       | Jazz de l'Utah      |

| Pos.  | Joueur         | Équipe                |
| ----- | -------------- | --------------------- |
| SF/SG | Luol Deng      | Bulls de Chicago      |
| PG    | T.J. Ford      | Bucks de Milwaukee    |
| SG    | Ben Gordon     | Bulls de Chicago      |
| PG    | Devin Harris   | Mavericks de Dallas   |
| PF/C  | Dwight Howard  | Magic d'Orlando       |
| SG    | Andre Iguodala | 76ers de Philadelphie |
| C     | Nenad Krstic   | New Jersey Nets       |
| PG    | Jameer Nelson* | Magic d'Orlando       |
| SF    | Andrés Nocioni | Bulls de Chicago      |
| PF/C  | Emeka Okafor*  | Bobcats de Charlotte  |
| PG    | Delonte West   | Celtics de Boston     |

* N'ont pas participé en raison des blessures. Delonte West a remplacé Jameer Nelson (pied droit foulé).

### Entraîneurs
Les Rookies ont été entraînés par Sidney Lowe des Pistons de Détroit, avec Elvin Hayes en tant qu'entraîneur adjoint.
Les Sophomores ont été entraînés par Del Harris des Mavericks de Dallas, avec Moses Malone en tant qu'entraîneur adjoint.

## Foot LockerThree-point Shootout
Dirk Nowitzki a gagné avec un score de 18 paniers, battant Gilbert Arenas et Ray Allen dans le tour final.
| Pos.  | Joueur             | Équipe                 |
| ----- | ------------------ | ---------------------- |
| SG    | Ray Allen          | SuperSonics de Seattle |
| PG    | Gilbert Arenas     | Washington Wizards     |
| SG    | Raja Bell*         | Suns de Phoenix        |
| PG    | Chauncey Billups   | Pistons de Détroit     |
| PF    | Dirk Nowitzki      | Mavericks de Dallas    |
| SF/SG | Quentin Richardson | Knicks de New York     |
| PG    | Jason Terry        | Mavericks de Dallas    |

* N'a pas participé. Raja Bell a été remplacé par Gilbert Arenas.

## Sprite Rising StarsSlam Dunk Contest
Nate Robinson a gagné, battant Andre Iguodala en finale. La victoire de Robinson a été fortement remise en cause car il avait manqué plusieurs dunks et beaucoup d'observateurs spéculent sur le fait que le titre a été attribué à Robinson en raison de sa petite stature.
| Pos. | Joueur         | Équipe                |
| ---- | -------------- | --------------------- |
| SG   | Andre Iguodala | 76ers de Philadelphie |
| PG   | Nate Robinson  | Knicks de New York    |
| SF   | Josh Smith     | Hawks d'Atlanta       |
| PF   | Hakim Warrick  | Grizzlies de Memphis  |

## PlayStation Skills Challenge
Dwyane Wade a gagné, battant LeBron James en finale. Dwyane Wade a gagné avec un temps de 26,1 secondes.
| Pos. | Joueur       | Équipe                            |
| ---- | ------------ | --------------------------------- |
| SF   | LeBron James | Cavaliers de Cleveland            |
| PG   | Steve Nash   | Suns de Phoenix                   |
| PG   | Chris Paul   | New Orleans/Oklahoma City Hornets |
| SG   | Dwyane Wade  | Heat de Miami                     |

## RadioShack Shooting Stars Competition
L'équipe de San Antonio a gagné la compétition avec un temps de 25,1 secondes.
| Houston        | Houston                          | Houston |
| -------------- | -------------------------------- | ------- |
| Tracy McGrady  | Rockets de Houston               |         |
| Sheryl Swoopes | Comets de Houston                |         |
| Clyde Drexler  | Rockets de Houston (Retraité)    |         |
| Los Angeles    |                                  |         |
| Kobe Bryant    | Lakers de Los Angeles            |         |
| Lisa Leslie    | Los Angeles Sparks               |         |
| Magic Johnson  | Lakers de Los Angeles (Retraité) |         |
| Phoenix        |                                  |         |
| Shawn Marion   | Suns de Phoenix                  |         |
| Kelly Miller   | Phoenix Mercury                  |         |
| Dan Majerle    | Suns de Phoenix (Retraité)       |         |
| San Antonio    |                                  |         |
| Tony Parker    | Spurs de San Antonio             |         |
| Kendra Wecker  | San Antonio Silver Stars         |         |
| Steve Kerr     | Spurs de San Antonio (Retraité)  |         |